# Aumakua omaomao
Aumakua omaomao là một loài bướm đêm trong họ Noctuidae.